# Kartal (Istanbul)
Kartal (türkisch für „Adler“, verballhornt aus griechisch Kartalimen) ist eine Stadtgemeinde (Belediye) im gleichnamigen İlçe (Landkreis) der Provinz Istanbul in der türkischen Marmararegion und gleichzeitig ein Stadtbezirk der 1984 gebildeten Büyükşehir belediyesi İstanbul (Großstadtgemeinde/Metropolprovinz). Kartal liegt auf der asiatischen Seite der Großstadt und ist seit der Gebietsreform ab 2013 flächen- und einwohnermäßig identisch mit dem Landkreis.

## Geografie
Kartal grenzt Westen an Maltepe, im Norden an Sancaktepe, im Nordosten an Sultanbeyli sowie im Südosten an Pendik. Im Süden bildet die etwa sieben km lange Küste zum Marmarameer eine natürliche Grenze. Der Kreis/Stadtbezirke belegt in der Rangliste der Fläche Platz 18 und in der Bevölkerungsrangliste Platz 12 der 39 Kreise/Stadtbezirke der Großstadtgemeinde Istanbul.

## Verwaltung
Der Kreis (bzw. Kaza als Vorgänger) wurde 1928 gebildet (Gesetz 1282). Aus diesem wurden 1992 die Kreise Maltepe und Sultanbeyli (1992) ausgegliedert, 2008 gelangte ein Teil in den neugegründeten Kreis Sancaktepe. Ende 2020 bestand er aus 20 Mahalle (Stadtviertel, Ortsteile), denen ein Muhtar als oberster Beamter vorsteht. Durchschnittlich bewohnten Ende 2020 23.726 Menschen jeden Mahalle, der bevölkerungsreichste war mit 49.030 Einwohnern Hürriyet.

## Bevölkerung
Die linke Tabelle zeigt die Ergebnisse der Volkszählungen, die E-Books der Originaldokumente entnommen wurden. Diese können nach Suchdateneingabe von der Bibliotheksseite des TÜIK heruntergeladen werden.
Die rechte Tabelle zeigt die Bevölkerungsfortschreibung des Kreises/Stadtbezirks Kartal. Die Daten wurden durch Abfrage über das MEDAS-System des Türkischen Statistikinstituts TÜIK nach Auswahl des Jahres und der Region ermittelt.
| Volkszählungsergebnisse | Volkszählungsergebnisse | Volkszählungsergebnisse | Volkszählungsergebnisse |
| Jahr                    | Landkreis               | Kreisstadt              | Ländlicher Anteil (%)   |
| ----------------------- | ----------------------- | ----------------------- | ----------------------- |
| 1935                    | 17.379                  | 4.462                   | 74,33                   |
| 1940                    | 17.951                  | 3.622                   | 79,82                   |
| 1945                    | 21.395                  | 14.842                  | 30,63                   |
| 1950                    | 26.150                  | 5.301                   | 79,73                   |
| 1955                    | 41.351                  | 7.442                   | 82,00                   |
| 1960                    | 68.462                  | 14.815                  | 78,36                   |
| 1965                    | 97.803                  | 20.139                  | 79,41                   |
| 1970                    | 168.822                 | 35.381                  | 79,04                   |
| 1975                    | 287.105                 | 53.073                  | 81,51                   |
| 1980                    | 413.839                 | 68.291                  | 83,50                   |
| 1985                    | 572.546                 | 557.664                 | 2,60                    |
| 1990                    | 611.532                 | 506.477                 | 17,18                   |
| 2000                    | 407.865                 | 337.390                 | 17,28                   |

| Fortschreibungsergebnisse | Fortschreibungsergebnisse      | Fortschreibungsergebnisse | Fortschreibungsergebnisse |
| Jahr                      | Kreisbevölkerung am Jahresende | Rang (von 39)             |                           |
| ------------------------- | ------------------------------ | ------------------------- | ------------------------- |
| 2007                      | *541.209                       | 9                         |                           |
| 2008                      | 426.748                        | 12                        |                           |
| 2009                      | 426.680                        | 13                        |                           |
| 2010                      | 432.199                        | 13                        |                           |
| 2011                      | 440.887                        | 13                        |                           |
| 2012                      | 443.293                        | 13                        |                           |
| 2013                      | 447.110                        | 13                        |                           |
| 2014                      | 450.498                        | 13                        |                           |
| 2015                      | 457.552                        | 13                        |                           |
| 2016                      | 459.298                        | 11                        |                           |
| 2017                      | 463.433                        | 11                        |                           |
| 2018                      | 461.155                        | 11                        |                           |
| 2019                      | 470.676                        | 12                        |                           |
| 2020                      | 474.514                        | 12                        |                           |

- Bis Mitte 2008 existierten noch die Belediye Samandıra und das Dorf (Köy) Paşaköy. Beide gelangten in den neugegründeten Kreis Sancaktepe.

## Verkehr

### Straßenverkehr
Durch Kartal verläuft die Schnellstraße D100, die von der bulgarischen Grenze bis Iran weiterführt. Darüber hinaus lässt sich die Stadt über die Bağdat Caddesi erreichen, die Kartal mit dem zentralgelegeneren Stadtteil Kadıköy verbindet. Eine Küstenstraße verbindet Kartal im Westen mit Bostancı und im Osten mit Tuzla.

### Schienenverkehr
Kartal hat einen eigenen Bahnhof an der Istanbul S-Bahn-Linie, die zwischen Haydarpaşa und Gebze verkehrt. Ferner erreicht man die Stadt auch mittels des Adapazarı Ekspresi, der zwischen Haydarpaşa und Adapazarı verkehrt.
Seit Fertigstellung des Marmaray-Tunnels im Oktober 2013 fährt die M4 (Metro Istanbul) durch Kartal.

### Schiffs- und Flugverkehr
Der Flughafen Istanbul-Sabiha Gökçen liegt im Nachbarbezirk Pendik, im Mahalle Kurtköy und lässt sich in fünf Minuten erreichen.
Saisonübergreifend wird eine Fähre zu den Istanbuler Prinzeninseln betrieben. Darüber hinaus existiert eine Passagiersfähre zur östlich von Istanbul gelegenen Hafenstadt Yalova. Diese Stadt liegt auf der gegenüberliegenden Seite des Marmarameeres.

## Sport
Der bekannteste Sportverein des Stadtteils ist der Fußballklub Kartalspor. Dieser spielte mit einer Unterbrechung 19 Jahre lang durchgängig in der TFF 1. Lig, der zweithöchsten türkischen Spielklasse, und nimmt seit dem Sommer 2013 wieder an der TFF 2. Lig, der dritthöchsten türkischen Spielklasse, teil.
Obwohl der Klub nie in der höchsten Spielklasse der Türkei, der Süper Lig spielte, hat er sich als Talentschmiede einen Namen innerhalb des türkischen Fußballs gemacht. So haben die türkischen Nationalspieler bzw. wichtigen Spieler innerhalb des türkischen Fußballs wie Servet Çetin, Volkan Demirel, Egemen Korkmaz, Olcan Adın, Özden Öngün, Oğuz Dağlaroğlu, Semih Kaya, Kürşat Duymuş und Emrah Eren entweder die Nachwuchsabteilung des Vereins durchlaufen, ihren sportlichen Durchbruch hier erlebt oder zeitweise für diesen Verein gespielt.
2011/12 gewann die zweite Mannschaft Kartalspor A2, die fast ausschließlich aus jungen Spielern bestand, die auf dem Sprung ins Profiteam waren, die Meisterschaft der Reservemannschaftenliga TFF A2 Ligi.

## Persönlichkeiten
- Eren Elmalı (* 2000), Fußballspieler
- Zehra Güneş (* 1999), Volleyball-Nationalspielerin

## Trivia
- Der im Jahre 2009 erschienene Roman Das verlorene Symbol des US-amerikanischen Autors Dan Brown spielt teilweise in dem Istanbuler Stadtbezirk Kartal.[7]